# Ivy Close

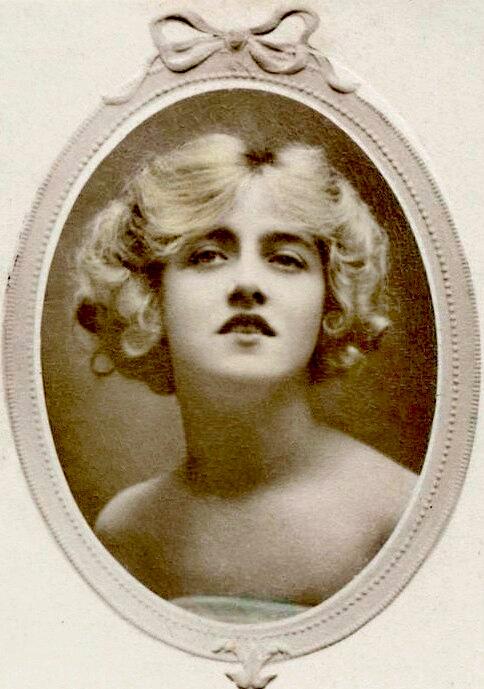
Ivy Close

Ivy Lilian Close (* 15. Juni 1890 in Stockton-on-Tees, England; † 4. Dezember 1968 in Goring-on-Thames, England) war eine britische Schönheitskönigin und Filmschauspielerin.

## Leben
Der Daily Mirror schrieb 1908 einen Wettbewerb um den Titel der „most beautiful woman in the world“ aus, den Ivy Close gewann. Sie wurde danach zunächst Bühnenschauspielerin. Zwischen 1912 und 1928 spielte sie in zahlreichen Filmen mit. Die meisten dieser Filme waren Low-Budget-Produktionen, die bald in Vergessenheit gerieten; eine Ausnahme bildete La Roue von 1922. In diesem fast neunstündigen Werk, das von Abel Gance in Frankreich produziert wurde, spielte Ivy Close die Norma, eine Waise, die vom Eisenbahner Sisif adoptiert wird.
Aus ihrer Ehe mit dem Fotografen Elwin Neame (1885–1923) gingen die Söhne Ronald Neame (1911–2010) und Derek Neame (1915–1979) hervor. Beide waren im Filmgeschäft tätig, ebenso ihr Enkel Christopher Neame (1942–2011) und ihr Urenkel Gareth Neame (* 1967). In zweiter Ehe war sie mit dem ehemaligen Stuntman Curly Batson verheiratet.
Am 4. Dezember 1968 starb Ivy Close in  Goring-on-Thames, England, im Alter von 78 Jahren.

## Filmografie (Auswahl)
- 1912: Dream Paintings
- 1913: Mifanwy: A Tragedy
- 1914: The Lure of London
- 1914: The Girl from the Sky
- 1915: The Haunting of Silas P. Gould
- 1915: Darkest London
- 1917: The Ware Case
- 1917: The House Opposite
- 1917: The Adventures of Dick Dolan
- 1918: The Peep Behind the Scenes
- 1918: Nelson
- 1918: Missing the Tide
- 1918: Adam Bede
- 1919: The Irresistible Flapper
- 1919: Her Cross
- 1919: The Flag Lieutenant
- 1919: Darby and Joan
- 1920: The Worldings
- 1922: Was She Justified?
- 1922: Expiation
- 1923: La Roue
- 1927: Der fidele Bauer
- 1928: Die Hölle der Jungfrauen